# モンテロッソ・グラーナ
モンテロッソ・グラーナ（伊: Monterosso Grana）は、イタリア共和国ピエモンテ州クーネオ県にある、人口約500人の基礎自治体（コムーネ）。

## 地理

### 位置・広がり

#### 隣接コムーネ
隣接するコムーネは以下の通り。
- カステルマーニョ
- デモンテ
- ドロネーロ
- モンテマーレ・ディ・クーネオ
- プラドレーヴェス
- リッターナ
- ヴァルグラーナ
- ヴァッロリアーテ

#### 地震分類
イタリアの地震リスク階級 (it) では、3s に分類される
。

## 行政

### 分離集落
モンテロッソ・グラーナには、以下の分離集落（フラツィオーネ）がある。
- Frise, Armandi Ollasca, Colletto, Comba, Endrio, Gallo, Partia, Quagna, Russa, Sancto Lucio de Coumboscuro, Serredellamendia, Villa San Pietro